# やわらかあたま塾
『やわらかあたま塾』（やわらかあたまじゅく）は、任天堂が2005年6月30日に発売したニンテンドーDS用ゲームソフト。Touch! Generationsシリーズの1つ。

## 問題の種類
『言語』『記憶』『分析』『数字』『知覚』の5分野の簡単な問題をクイズ形式で解き、脳の活性化を目指すソフト。各ジャンルとも3種類の問題があり、3段階のレベルが用意されている。どの問題も、回答のスピードと正確さが重視される。

### 言語
A 推測しりとり
約2000語の単語からランダムに作成されるしりとりを出来るだけ早く完成させる。難易度が上がると、単語の頭が非公開にされていることもある（例えば『「スイカ」「かもめ」「めんぼう」』が正解の場合「○もめ」を2番目に持って来なければならない）。
B バラバラ単語
無造作に並べられている文字（ひらがなまたはカタカナ）を、スペースの個数（「どうぶつえん」の場合は6スペース）から推測して意味のある単語に並べ替える。
C 単語スロット
スライド対象の文字すべてを上または下に1つスライドさせて意味のある単語にする。注意点は「『お』⇔『あ』」の繋がり（例えば「ぼ」「の」「の」の場合、下矢印でスライドさせて「ば」「な」「な」が正解で、上矢印でスライドさせると「ベ」「ね」「ね」となり不正解）。
- 日本国外版（韓国・北米・オセアニア版およびヨーロッパ版の2種類）には、推測しりとり、バラバラ単語、単語スロットの代わりにMissing Link、Animal Lines、Bone Yardがある。

### 記憶
A 音記憶
上画面のアイコンが音を発した順序を下画面のタッチパネルで答える。
B フラッシュ記憶
上画面に一瞬だけ表示される2～9ケタの数字と記号（「582◆40」のように記号が混在している場合もある）を正確に入力する。
C カード記憶
上画面に一瞬だけ表示されるカードを記憶し、下画面の「おぼえた」パネルをクリックするとカードが伏せられるのでタッチパネルで伏せられたカードの種類を答える。

### 分析
A 数当て積み木
画面上で立体表示されている立方体のブロックの個数を当てる。画面上に表示されている数だけでなく、隠れていて見えない部分の立方体も考慮しなければならない。
B 重さ比べ
上画面の天秤を見て最も重い物のアイコンを当てる。
C あみだ迷路
あみだくじに線を1本だけ書き足して、全てのキャラクターが同じキャラクターの所へゴール出来るように誘導する。レベルが上がると通ってはいけない場所が出てくることがある。

### 数字
A 金額比べ
左右のコインを比べて金額が多い方を当てる。
B 合わせた数
上画面に表示されているアイコンの個数と足し算して合計が一致するように下画面の2種類のパネルをクリックする。
C ひらがな計算
画面上にひらがなで表示される「ろくたすよんは」（正解は「10」）のような出題に答える。「はっく」（正解は「72」）のように九九が出題されたり、「じゅうにたす[❔]はにじゅうご」（正解は「13」）のように穴埋め形式が出題されたりする場合もある。

### 知覚
A ぐるぐる影絵
上画面で回転する単数または複数の影絵の正体を、輪郭を手がかりに推測して下画面のタッチパネルで当てる。
B 分解パズル
上画面のシルエットに一致する造型を下画面のパーツを使って完成させる。パーツの中には使わない物も含まれているので注意が必要。
C ペア探し
画面上から同じ種類のパネルを2つ探し出して回答する。レベルが上がると複数のペアを見つけなくてはならない。

## ひとりであたま塾
やわらかテスト
各分野からランダムで1種類ずつ出題される5問に回答し、5角形のグラフで表示される各分野の「やわらか度」の合計を測定する。得点合計はグラム（g）で表示され、結果によって「やわらか度」の段位認定と「あたまタイプ」分析が行われる。
段位は「初級」が一番下で10級、9級〜1級、初段、二段と上がっていき、最も上が「柔王(やわらかおう)」。
「あたまタイプ」には「スタイリストあたま」「テツガクあたま」「ケイザイあたま」「ラクゴカあたま」などがある。
記録保存は1日1回のみ。
あたまのストレッチ
5分野15種類（各3レベル）の問題を自由に選択して挑戦するモード。成績によって「銅(50g以上)」「銀(150g以上)」「金(250g以上)」「プラチナ(分野やジャンル、レベルによって変動)」の「ハカリメダル」が授与される。

## たいせんあたま塾
最大8人までプレイ可能（人数分のDS本体が必要だが、ソフトは1本で可）。50g～100gの間で「目標やわらか度」を設定し、参加者の中で誰が最も早く目標を達成するかを競う。最終的に累計300gに到達した者の優勝。時間内に答えて早く答えた者ほど高得点を得られるか、最初に正解したものだけ得点を得られるかのルールの設定が可能。

## 続編
- Wiiでやわらかあたま塾（2007年4月26日発売、Wii）
- やわらかあたま塾 いっしょにあたまのストレッチ（2021年12月3日発売、Switch） - 本作と『Wiiでやわらかあたま塾』の問題の一部を収録。

## 関連作品
- 大乱闘スマッシュブラザーズX - 収集要素の「シール」にこのゲーム出典のハカリ先生が用いられている。
- おすそわける メイド イン ワリオ - ミニゲームの一つとして、知覚ジャンルの分解パズルが採用されている。